# Baeolidia ransoni
Baeolidia ransoni is een slakkensoort uit de familie van de Aeolidiidae. De wetenschappelijke naam van de soort is voor het eerst geldig gepubliceerd in 1956 door Pruvot-Fol.